# Barbus harterti
Barbus harterti är en fiskart som beskrevs av Günther, 1901. Barbus harterti ingår i släktet Barbus och familjen karpfiskar. IUCN kategoriserar arten globalt som sårbar. Inga underarter finns listade.